# Ruslands flag
Ruslands flag (russisk: флаг России, tr. flag Rossii) er en trikolore med tre vandrette striber i ens bredde; fra øverst til nederst henholdsvis hvid, blå og rød.
Flaget blev brugt til søs af det russiske militær fra ca. 1693 og blev indført som koffardiflag i 1705. Den 7. maj 1883 blev det også brugt på land, men blev først officielt statsflag i 1896.
Ruslands orlogsflag (russisk: Андреевский флаг, tr. Andrejevskij flag) er hvidt med blåt andreaskors.
Da bolsjevikkerne tog magten i 1917 blev Rusland en sovjetrepublik og ved  sovjetunionens oprettelse i 1922, en delstat i Sovjetunionen. Den Russiske Socialistiske Føderative Sovjetrepublik førte indtil 1954 i flere varianter et rødt flag med en republikforkortelsen RSFSR skrevet med kyrilliske bogstaver. I perioden 1954-1991 førte RSFSR et rødt flag med hammer og segl og en lyseblå lodret stribe langs flagstangen. Selve Sovjetunionen førte 1923-1991 et rødt flag, som øverst til venstre indeholdt hammer og segl over hvilke en stjerne, alle tre figurer i gult. 
22. august 1991 genindførte den russiske sovjetrepublik den hvid-blå-røde trikolore. Ved Sovjetunionens opløsning ved årsskiftet 1991/1992 blev flaget videreført af den Russiske Føderation, og den 22. august er flagets dag i Rusland. Det nuværende orlogsflag, hvidt med blåt andreaskors, stammer ligeledes fra zartiden og blev, ligesom den hvid-blå-røde trikolore, genindført i forbindelse med Sovjetunionens opløsning. 